# Unione Sportiva Fasano 1994-1995
Questa voce raccoglie le informazioni riguardanti  l'Unione Sportiva Fasano nelle competizioni ufficiali della stagione 1994-1995.

## Rosa
| N. |                   | Ruolo | Calciatore          |
| -- | ----------------- | ----- | ------------------- |
|    | Italia (bandiera) | C     | Angelo Andreoli     |
|    | Italia (bandiera) | P     | Danilo Bassi        |
|    | Italia (bandiera) | D     | Fabrizio Caracciolo |
|    | Italia (bandiera) | C     | Michele Cassano     |
|    | Italia (bandiera) | A     | Francesco Cavaliere |
|    | Italia (bandiera) | C     | Alessandro Celano   |
|    | Italia (bandiera) | D     | Donato Colucci      |
|    | Italia (bandiera) | C     | Daniele Corona      |
|    | Italia (bandiera) | A     | Andrea Damblè       |
|    | Italia (bandiera) | D     | Francesco Danza     |
|    | Italia (bandiera) | D     | Cosimo De Blasio    |
|    | Italia (bandiera) | D     | Mauro Della Bona    |
|    | Italia (bandiera) | A     | Francesco De Napoli |

| N. |                   | Ruolo | Calciatore           |  |
| -- | ----------------- | ----- | -------------------- |  |
|    | Italia (bandiera) | C     | Luigi Erbaggio       |  |
|    | Italia (bandiera) | C     | Alvaro Gneri         |  |
|    | Italia (bandiera) |       | Greco                |  |
|    | Italia (bandiera) | C     | Vito Grieco          |  |
|    | Italia (bandiera) | A     | Fabrizio Lopriore    |  |
|    | Italia (bandiera) | A     | Sergio Magno         |  |
|    | Italia (bandiera) | C     | Vincenzo Marchese    |  |
|    | Italia (bandiera) | C     | Giulio Mastrolonardo |  |
|    | Italia (bandiera) | C     | Francesco Montervino |  |
|    | Italia (bandiera) | P     | Raffaele Nuzzo       |  |
|    | Italia (bandiera) | C     | Carmelo Russo        |  |
|    | Italia (bandiera) | A     | Marco Spilli         |  |
|    | Italia (bandiera) | A     | Gianni Testa         |  |